# خربة الراس الأحمر
خربة الراس الأحمر  قرية فلسطينية صغيرة من قرى محافظة طوباس شمال الضفة الغربية، تقع ضمن منطقة ج، وقد حددتها إسرائيل كمنطقة عسكرية مغلقة للتدريب على الأسلحة. في منتصف عام 2010 ، كان عدد سكان القرية 195 نسمة.

## تاريخها
أحمر تعني بالعربية الأحمر، واسم رأس الأحمر مشتق من تربتها الحمراء. في عام 1960 قدم سكان من قرية طمون وعطوف إلى المنطقة، رعيًا للمواشي بسبب توفر مساحات رعوية وفيرة. قبل الانتفاضة الثانية، زاد عدد سكان رأس الأحمر إلى 70 أسرة، ولكن وبسبب إجراءات وقيود الاحتلال الإسرائيلي، انخفض عدد سكان القرية وهجر الكثير منهم المنطقة. في عام 1997 بلغ إجمالي سكان القرية  62 نسمة، منهم 34 ذكرًا و28 أنثى. وبلغ عدد الأسر المقيمة في المساكن 16 أسرة.يقطن منطقة رأس الأحمرعائلتين رئيسيتين هما: بني عودة، وبشرعات. 
يعتمد أهل القرية على الزراعة، إذ يعتمد حوالي 98% من السكان اقتصاديًا على تربية الماشية وزراعة المحاصيل والخضراوات.

## انتهاكات اسرائيلية
أقدم مفتش البناء التابع للإدارة المدنية الاسرائيلية، على استهداف تجمع خربة "الرأس الأحمر" في منطقة سهل البقعة شرق محافظة طوباس، وقامت سلطات الاحتلال بتوجيه اخطارين بوقف العمل والبناء في منشآت سكنية وزراعية تعود لعائلتين هناك، وذلك بحجة بناءها دون ترخيص، لوقوعها في المنطقة المصنفة "ج" التي تدعي سلطات الاحتلال سيطرتها عليها.
قال لطفي بني عودة رئيس تجمع الرأس الأحمر، "نحن هنا في منطقة الرأس الأحمر، نعيش حياة صعبة وفي كل يوم تزداد تعقيدًا، حيث أن الاحتلال لا يدعنا وشأننا، هناك مضايقات كثيرة ومطاردة لنا باستمرار، فالعديد من الجرارات الزراعية قد صودرت، وكافة العائلات في المنطقة يتم ملاحقتها ومصادرة ما بحوزتها من آليات ومعدات، بل وأن معظم المنشآت الزراعية هناك هي مخطرة ومهددة بالهدم، وبين الفترة والأخرى هناك عمليات هدم وترحيل للمواطنين وتهجير قسري، ونحن فعلياً لا نعلم أين نتجه في ظل هذه التعقيدات المتراكمة".
أدانت محافظة طوباس على لسان مسؤول ملف الأغوار معتز بشارات، الإنتهاكات الاسرائيلية واقتحامات خربة الراس  والإستيلاء على عدد من المركبات والجرارات الزراعية وصهاريج المياه.
وأضاف أن جنود الاحتلال اقتحموا مساكن المواطنين وفتشوها وعبثوا بمحتوياتها.
بدورها، أدانت وزارة الخارجية الفلسطينية، حرب الاحتلال المفتوحة على الوجود الفلسطيني في المناطق المصنفة "ج"، خاصة الأغوار ومنطقة جنوب نابلس ومسافر يطا وغيرها. في تصريح صحفي، قالت إن "ما يرتكبه الاحتلال هذا اليوم في الراس الأحمر جريمة بامتياز يحاسب عليها القانون الدولي.

## وصلات خارجية
- ملف قرية خربة الراس الأحمر - معهد الأبحاث التطبيقية - القدس (أريج).